# Lithoglyptes mitis
Lithoglyptes mitis är en kräftdjursart som beskrevs av Philip Barry Tomlinson 1969. Lithoglyptes mitis ingår i släktet Lithoglyptes och familjen Lithoglyptidae. Inga underarter finns listade i Catalogue of Life.